# Miniphasma
Miniphasma är ett släkte av insekter. Miniphasma ingår i familjen Diapheromeridae.
Kladogram enligt Catalogue of Life:
| Miniphasma | \| \| Miniphasma prima \| \| \| \| \| \| Miniphasma secunda \| \| \| \| |
|            | \| \| Miniphasma prima \| \| \| \| \| \| Miniphasma secunda \| \| \| \| |
|            | Miniphasma prima                                                        |
|            |                                                                         |
|            | Miniphasma secunda                                                      |
|            |                                                                         |